# 神戸千木
神戸 千木（かんべ ちぎ、KANBE CHIGI）は、日本の撮影監督。熊本県出身。

## 人物
撮影監督篠田昇に師事する。
『源氏物語 あさきゆめみし Lived in a Dream』（2000年/三枝健起監督）、『真夜中まで』（2001年/和田誠監督）、「リリイ・シュシュのすべて』（2001年/岩井俊二監督）、『クロエ』（2001年/利重剛監督）、『花とアリス』（2004年/岩井俊二監督）などの映画、また他のCMに参加している。

## 撮影作品

### 映画
- 偶然のつづき（2004年/遠藤尚太郎）PFF入賞 観客賞受賞
- ブラック・キス（2006年/手塚真）
- 天使がくれたもの（2007年/中田信一郎）
- ビートロック☆ラブ（2009年/内田英治）
- 天使の恋（2009年/寒竹ゆり）
- だから俺達は、朝を待っていた（2010年/内田英治）
- 神様ヘルプ! Tower of Sugar（2010年/佐々木詳太）
- DOCUMENTARY of AKB48 to be continued 10年後、少女たちは今の自分に何を思うのだろう?（2011年/寒竹ゆり）
- ブラック・エンジェルズ（2011年/内田英治）
- ごめん。（2011年/遠藤尚太郎）
- 僕たちのアフター☆スクール（2011年/佐々木詳太）
- 계란한판 Kelan Hanpan[1]（ケランハンパン）（2012年/寒竹ゆり）
- L et M わたしがあなたを愛する理由、そのほかの物語（2012年/寒竹ゆり）
- friends after 3.11【劇場版】（2012年/岩井俊二）
- Beyond the ONEDAY〜Story of 2PM&2AM〜（2012年/大道省一）
- 新しい靴を買わなくちゃ（2012年/北川悦吏子）
- ナオト・インティライミ冒険記 旅歌ダイアリー（2013年/石田雄介）
- 遠くでずっとそばにいる（2013年/長沢雅彦）
- Dear Girl~Stories~THE MOVIE ACE OF ASIA[2]（2014年/内田浩之）
- 花とアリス殺人事件[3]（2015年/岩井俊二）
- 悲しみの忘れ方 Documentary of 乃木坂46（2015年/丸山健志）
- リップヴァンウィンクルの花嫁[4]（2016年/岩井俊二）
- 海辺のリア（2017年/小林政広）
- チャンオクの手紙（2017年/岩井俊二 NESTLLE KOREA/ネスレ シアター）
- halfway（2017年/長澤雅彦 岩井俊二 NESTLLE KOREA/ネスレ シアター）
- チィファの手紙（2018年/岩井俊二）
- ラストレター[5]（2020年/岩井俊二）
- 8日で死んだ怪獣の12日の物語 -劇場版-[6]（2020年/岩井俊二）
- スパゲティコード・ラブ[7]（2021年/丸山健志）
- 凪の島[8]（2022年/長澤雅彦）
- MIRRORLIAR FILMS Season2[9]（2022年/紀里谷和明）
- 世界の終わりから[10]（2023年/紀里谷和明）
- キリエのうた[11]（2023年/岩井俊二）
- HEART ATTACK[12]（2024年/丸山健志）

### MV
- UA
  - 踊る鳥と金の雨（2004年/長谷井宏紀）
- 電気グルーヴ
  - モノノケダンス（2008年/天久聖一）
- CHARA
  - CALL ME（2008年/長谷井宏紀）
- 大知正紘
  - 手（2010年/寒竹ゆり）
- miwa
  - don't cry anymore（2010年/寒竹ゆり）
  - リトルガール（2010年/時川英之）
  - chAngE（2010年/寒竹ゆり）
  - オトシモノ（2010年/寒竹ゆり）
  - 片想い（2012年/岩井俊二）
  - ホイッスル〜君と過ごした日々〜（2013年/江原慎太郎）
  - fighting-φ-girls（2015年/三石直和）
- AKB48
  - 桜の栞（2010年/岩井俊二）
  - 僕のYELL（2010年/丸山健志）
  - 僕だけのvalue（2010年/丸山健志）
  - 人の力（2011年/丸山健志）
  - イキルコト（2013年/丸山健志）
- SKE48
  - 少女は真夏に何をする?（2010年/丸山健志）
  - 誰かのせいにはしない（2011年/丸山健志）
  - パレオはエメラルド（2011年/丸山健志）
  - 賛成カワイイ!（2013年/丸山健志）
  - 2588日（2015年/丸山健志）
- HKT48
  - 74億分の1の君へ（2016年/丸山健志）
- 沢井美空
  - なきむし（2011年/江原慎太郎）
  - 卒業メモリーズ〜サヨナラ、あなた。〜（2012年/江原慎太郎）
- 木村カエラ
  - マミレル（2012年/夏目現）
- 乃木坂46
  - 音が出ないギター（2012年/丸山健志）
  - 指望遠鏡（2012年/丸山健志）
  - 夏のFree&Easy（2014年/丸山健志）
  - 悲しみの忘れ方（2015年/丸山健志）
  - 夜明けまで強がらなくてもいい（2019年/丸山健志）
- Superfly
  - 輝く月のように（2012年/夏目現）
  - Starting Over（2013年/丸山健志）
  - Good-bye（2016年/番場秀一）
- 平松愛理
  - いいんじゃない?（2012年/岩井俊二）
- N'夙川BOYS
  - 24hour（2012年/石田雄介）
- amazarashi
  - 性善説（2013年/寒竹ゆり）
- 清水翔太
  - WOMAN DON'T CRY（2013年/丸山健志）
  - SNOW SMILE（2014年/丸山健志）
- 赤西仁
  - HEY WHAT'S UP?（2013年/丸山健志）
  - Mi Amor（2014年/丸山健志）
- JINTAKA
  - ChooChooSHITAIN（2016年/丸山健志）
- 加藤ミリヤ
  - Lonely Hearts（2013年/丸山健志）
- 古川本舗
  - "HOME"（2013年/岩井俊二）
- 絢香
  - ありがとうの輪（2013年/岩井俊二）
- JiLL-Decoy association
  - Freedom Express[13]（2014年/服部智聡）
- 家入レオ
  - miss you（2015年/稲垣さとみ）
- 三代目 J Soul Brothers from EXILE TRIBE
  - Unfair World（2015年/紀里谷和明）
- Little Glee Monster
  - 好きだ。（2015年/丸山健志）
  - My Best Friend（2016年/丸山健志）
- The BONEZ
  - To a person that may save someone（2016年/三石直和）
- OKAMOTO'S
  - BROTHER（2016年/山田智和）
- 水曜日のカンパネラ
  - 松尾芭蕉[14]（2016年/山田智和）Finalist in "Visual Effects" for the music video at CiclopeFestival.
- 月に吠える。
  - オールドでヤングなロックンロール（2017年/江原慎太郎）
- MONDO GROSSO
  - ラビリンス[15]（2017年/丸山健志）満島ひかり
- DAOKO
  - Forever Friends（2017年/岩井俊二）
  - 僕らのネットワーク（2018年/丸山健志）
- Aimer
  - ONE（2017年/丸山健志）
- REBECCA
  - 恋に堕ちたら（2017年/行定勲）
- 福山雅治
  - トモエ学園（2017年/丸山健志）
- 宮本浩次
  - 昇る太陽（2019年/丸山健志）
- Sturgill Simpson
  - SOUND & FURY（2019年/森本晃司）
- 羊文学
  - more than word（2023年/丸山健志）[16]

### TV
- AKB48『いま、私たちにできること』（2011年/丸山健志、NHK）
- friends after 3.11（2011年/岩井俊二、朝日ニュースター）
- 警視庁失踪人捜査課スペシャル（2011年/寒竹ゆり、テレビ朝日）
- friends after 3.11 vol.2（2012年/岩井俊二、朝日ニュースター）
- 『花は咲く』（2012年/岩井俊二、NHK）
- 『NHK BSプレミアム ペコロス、母に会いに行く』（2013年/坂部康二、NHK）
- 『ドラマ24なぞの転校生[17]』（2014年/岩井俊二/長澤雅彦、テレビ東京）
- 情熱大陸 800回記念特別企画『ぼくらは、1988年生まれ』（2014年/坂部康二、MBS）
- 『おわらないものがたり』（2014年/寒竹ゆり、フジテレビ）
- 『トーキョー・ミッドナイト・ラン』（2016年/山田智和、フジテレビ）
- 『NHK 母、立ち上がる』（2017年/坂部康二、認知症 ともに新しい時代へ NHK）

### CM
- 日本映画専門チャンネル（2012年/岩井俊二、日本映画専門チャンネル CM 春編・夏編）
- 明治（2013年/長澤雅彦 CM チョコレート効果）
- ネスレ（2013年/岩井俊二 CM キットカット「ありがとう」篇）
- パナソニック（2014年〜/服部智聡 CM BEAUTIFUL JAPAN）
- NTT（2015年/泉貴文 CM ）
- パナソニック（2015年/服部智聡 CM ルミックスGF7）
- ネスレ（2015年/長澤雅彦 CM キットカット）
- UNIQLO（2016年/山田智和 CM UNIQLO BRATOP 2016）
- アサヒ飲料（2016年/佐藤有一郎 CM ASAHI WILKINSON）
- ベネッセ（2016年/横堀光範 CM 進研ゼミ）
- 花王（2016年/服部智聡 CM ハミング50周年Ｃall Me Maybe）
- SONY（2016年/山田智和 CM h.ear:Dance Music × ハイレゾ）
- YOMIURI（2016年/山田智和 CM インターハイ2016）
- OLYMPUS（2016年/田中裕介 CM オリンパス）
- サッポロビール（2017年/丸山健志 CM 箱根駅伝 届けたい言葉篇）
- アサヒ飲料（2017年/佐藤有一郎 CM  ASAHI WILKINSON）
- UNIQLO（2017年/伊藤由美子 CM UNIQLO BRATOP 2017）
- パナソニック（2017年/服部智聡）
- SQUARE ENIX（2017年/萩原健太郎 ファイナルファンタジーXIV MEMORIES）
- Baycrew’s（2018年/山田智和 ）
- POLA（2018年/丸山健志 CM POLA APEX brand movie）
- SUNSTAR（2019年/[[]] CM VO5）
- ANA（2019年/丸山健志 ANA HAWAII）
- 完美日记（2019年/岩井俊二 完美日记为浮光系列香水 07「白日梦」）
- SHISEIDO Ginza Tokyo（2019年/丸山健志 ReNeura Technology）
- BOSE（2019年/丸山健志 FRAMES）

### その他
- "Still,she keeps walking" Spring & Summer 2007（2007年/長谷井宏紀、JUN OPTITUDE）
- "Unripeness" Fall & Winter 2007（2007年/長谷井宏紀、JUN OPTITUDE）
- "Harmoniousness" Fall & Winter 2008（2008年/長谷井宏紀、JUN OPTITUDE）
- "Secret Romance with a Beautiful Shiny Wind 1" Spring & Summer 2009（2009年/長谷井宏紀、JUN OPTITUDE）
- "Secret Romance with a Beautiful Shiny Wind 2" Spring & Summer 2009（2009年/長谷井宏紀、JUN OPTITUDE）
- "Secret Romance with a Beautiful Shiny Wind 3" Spring & Summer 2009（2009年/長谷井宏紀、JUN OPTITUDE）

- 3cm-ental（2010年/夏目現、ニコン）
- 乃木坂46『伊藤万理華×丸山健志』（2012年/丸山健志）
- FEMM'S AGENCY SYNDICATE "Official Teaser" （2013年/二宮大輔）
- ピンクリボンフェスティバル ムービーサプライ『共に、』篇（2014年/丸山健志）
- 乃木坂46『白石麻衣×丸山健志』（2014年/丸山健志）
- ぷるるんしたら、さようなら。／The Bikini Game（2014年/神口智志）
- Dior／Dior women's Autumn-Winter 2015-16 show in Tokyo_Teaser_show（2015年）
- HEINZ イベリコ豚との情事（2016年/新井健介）
- パナソニック（2016年/服部智聡「ビエラ ジャパンプレミアム」篇）
- BOSE（2016年/山田智和 Bose & Spotify / The fin.）
- パナソニック（2017年/服部智聡「「Every Day is a Sunny Day」 コンセプトムービー）
- CASIO（2017年/山田智和 G-SHOCK × BABY-G UNBREAKABLE）